# Nationalpark W
Der Nationalpark W (französisch Parc national du W) ist ein grenzübergreifender Nationalpark in den afrikanischen Staaten Niger, Burkina Faso und Benin. Er bildet zusammen mit dem Nationalpark Pendjari in Benin und dem Nationalpark Arly in Burkina Faso den WAP-Nationalparkkomplex, welcher seit 2017 UNESCO-Welterbe (Naturerbe) ist.

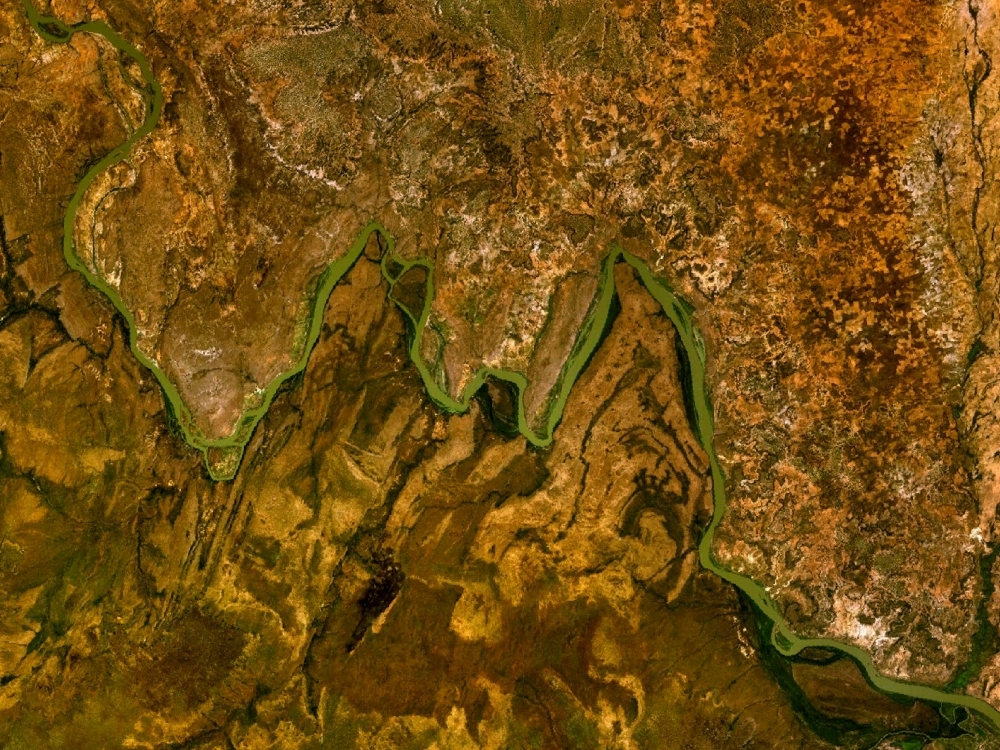
Nationalpark W, Satellitenbild

## Geschichte
Die damalige französische Kolonialverwaltung stellte das Gebiet, das wegen einer Tsetsefliegen-Plage unbewohnt war, erstmals 1927 als parc refuge für Großwild unter Schutz. Im Jahr 1937 folgte die Klassifizierung als réserve totale de faune (Wildschutzreservat). Das Wildschutzreservat wurde durch ein Dekret vom 4. August 1954, das durch eine Verordnung vom 19. August 1954 verkündet wurde, in einen Nationalpark umgewandelt.
Der zu Niger zählende Teil des Parks wurde 1996 zum UNESCO-Weltnaturerbe erklärt. Bis 2008 wurde der Unterhalt des Parks durch das Projekt «Ecosystèmes Protégés en Afrique Soudano-Sahélienne» (ECOPAS) aus EU-Fonds mitfinanziert. Seit 2017 ist der Park als Teil des WAP-Nationalparkkomplexes in seiner gesamten Ausdehnung UNESCO-Welterbe.

## Topografie
Der Nationalpark W liegt etwa 150 km südöstlich der nigrischen Hauptstadt Niamey im Dreiländereck Nigers (2190 km²), Burkina Fasos (3000 km²) und Benins (5020 km²) am Niger (Fluss) bei 11°54' bis 12°35' N und 2°04' bis 2°50' O. Im Niger grenzen das Tamou-Wildreservat (nordwestlich; 760 km²) und das Dosso-Wildreservat an den Nationalpark, in Burkina Faso das Réserve partielle de la Kourtiagou. Der Name „W“ bezieht sich auf den Verlauf des Flusses Niger, der hier an den gleichnamigen Buchstaben erinnert.

## Landschaft und Klima
Der Nationalpark W liegt in der Übergangszone zweier Großregionen, der offenen Savanne und den westafrikanischen Wäldern. Die unmittelbar am Fluss Niger gelegenen Teile des Nationalparks stellen aufgrund des größeren Wasserangebotes eine eigene biogeografische Zone dar. Das Schutzgebiet liegt vollständig in der Ebene, mit einem wenig ausgeprägten Relief (höchste Erhebung 338 m). Der gesamte „W“-Nationalpark einschließlich des Tamou-Wildreservats ist auf 200 bis 370 m Höhe über dem Meeresspiegel. Die Böden sind überwiegend nährstoffarm, außer in den Tälern des Niger und seiner Nebenflüsse.
Das regionale Klima ist ausgesprochen tropisch mit warmen Wintern, sehr heißen Sommern und einer Monsunzeit. Der Jahresniederschlag beträgt 800 mm.

## Vegetation

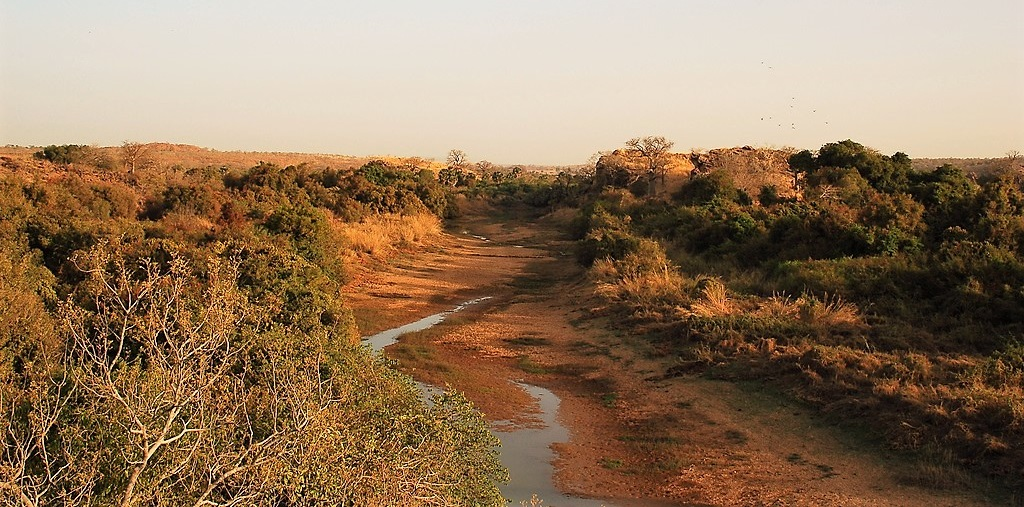
Trockenes Flussbett

Im Nationalpark W gibt es mehr als 700 Pflanzenarten. Es existieren innerhalb des Nationalparks sechs verschiedene Typen von Habitaten: Bowé, Buschländer (auf sandigen Böden), Baumsavannen und saisonale Galeriewälder (entlang saisonaler Wasserläufe), teilweise saisonale Galeriewälder (wo feuchte Senken und trockene Plateaus sich abwechseln), immergrüne Galeriewälder (auf tiefen Oberböden) und die zeitweise überfluteten Flussauen entlang des Niger. Unter den Pflanzen des Nationalparks W finden sich auch die beiden einzigen in Niger vorkommenden Orchideenarten, die Eulophia cucculata und die Eulophia guineensis.

## Tierwelt

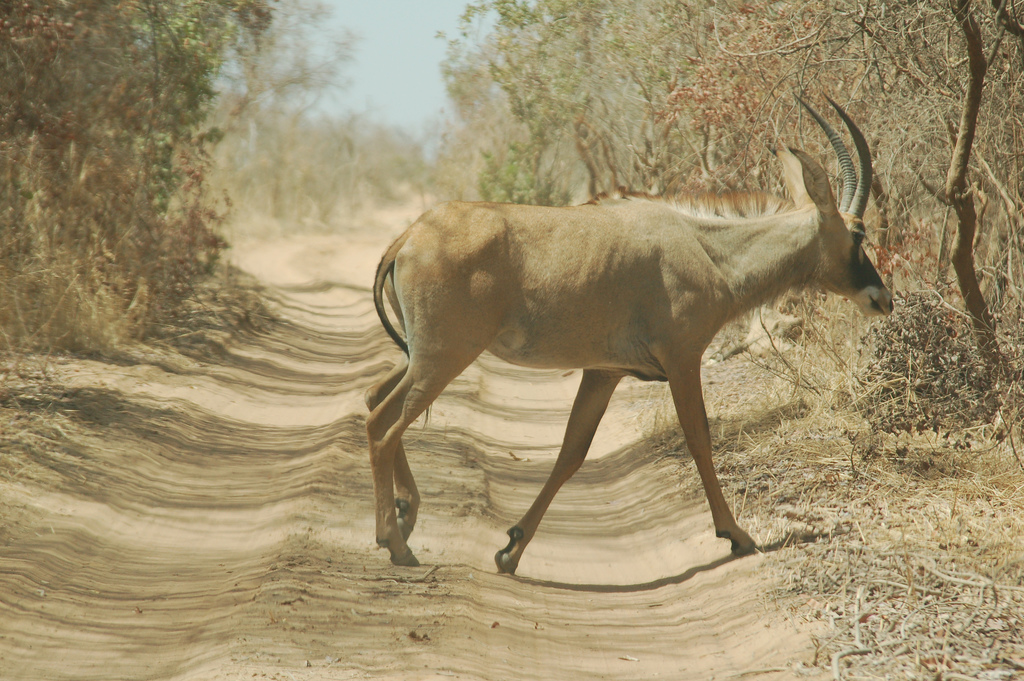
Pferdeantilope

Der Nationalpark W beherbergt eine typische Savannenfauna mit über 70 tagaktiven Säugetierarten. Unter ihnen finden sich Sudan-Büffel, Anubispaviane, Husarenaffen, Warzenschweine und Flusspferde. Die Zahl der Elefanten ist unbekannt, 1983 waren es etwa 1000 Tiere. Die Raubtiere sind mit den stark vom Aussterben bedrohten Westafrikanischen Löwen, Leoparden, Streifen- und Tüpfelhyänen, Schakalen, Servalen und Karakalen vertreten. Dazu kommt eine der letzten Populationen des Nordwestafrikanischen Geparden. Zu den zahlreichen Antilopenarten zählen Kob-Antilope, Buschbock, Rotflankenducker, Kronenducker, Defassa-Wasserbock, Riedbock, Pferdeantilope, Westafrika-Kuhantilope, Leierantilope und Oribi, in den nördlicheren Teilen auch Rotstirn- und Damagazelle.
Neben seinen Säugetieren besitzt der Nationalpark eine reiche tropische Vogelwelt mit über 350 Arten. Neben den ortsansässigen Vögeln halten sich saisonal auch zahlreiche Zugvögel im Nationalpark-Gebiet auf. Zu den im ganzen Nationalpark W verbreiteten Arten zählen u. a. Perlhühner, Trappen und Geier. An den Wasserläufen sind Gänse, Enten, Watvögel, Ibisse, Störche und Reiher heimisch. Im Fluss Niger leben verschiedene Reptilienarten, unter ihnen das Nilkrokodil, sowie diverse Fischarten.

## Nutzungskonflikte
Infolge der immer knapper werdenden Weidegründe für die Viehzucht in der Sudanzone kommt es immer wieder dazu, dass Hirten ihre Tiere zum Weiden in die Nationalparks treiben. Im Nationalpark W sind in manchen Jahren zehntausende Rinder gezählt worden.
Nach dem Abzug der durch ECOPAS organisierten lokalen Verwaltung im Jahr 2008 verstärkt sich der Konflikt zwischen der Anrainerbevölkerung und den Schutzzielen des Nationalparks. Die Wilderei auch von Großtieren nimmt zu.

### Deutsch

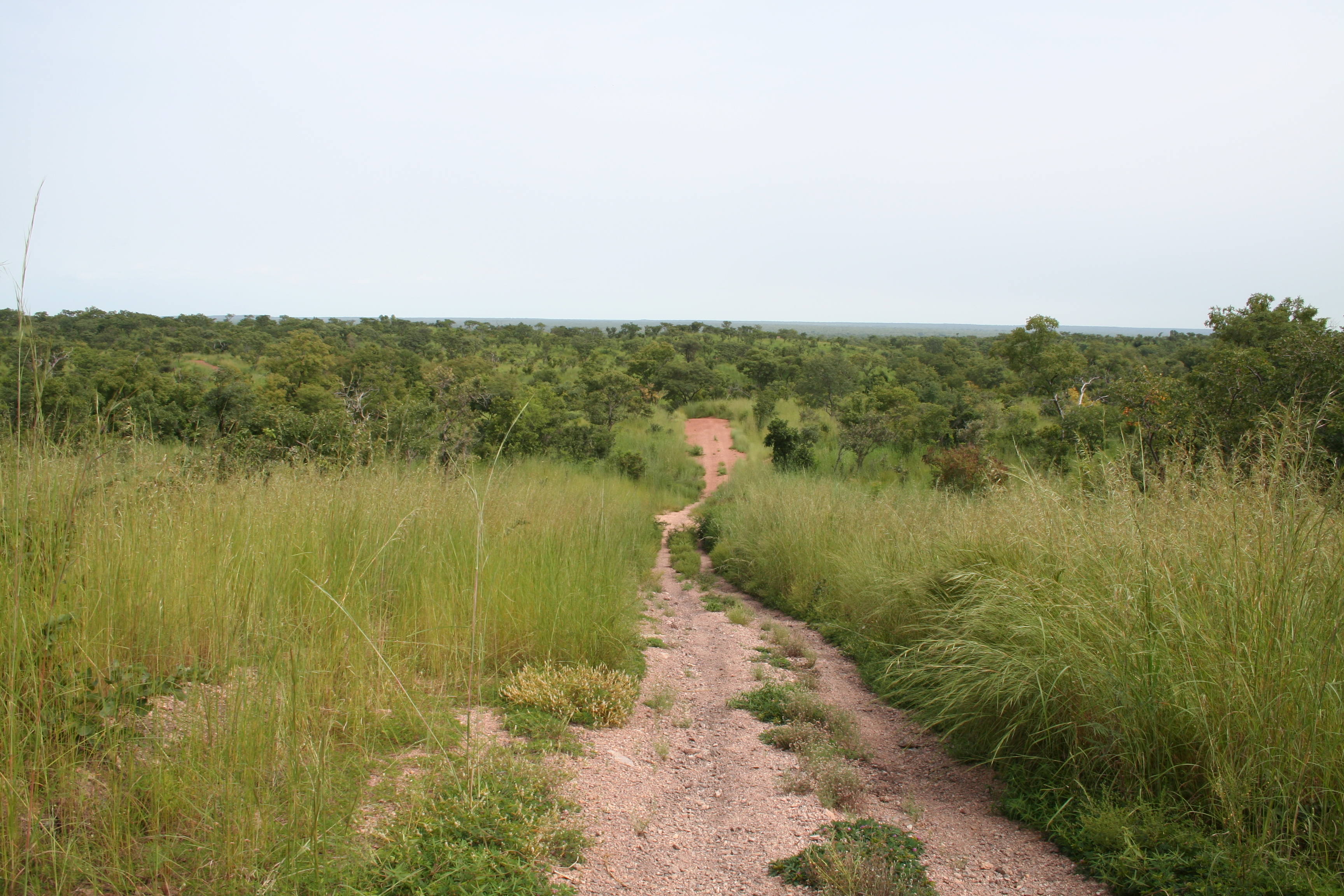
Savanne im Nationalpark W

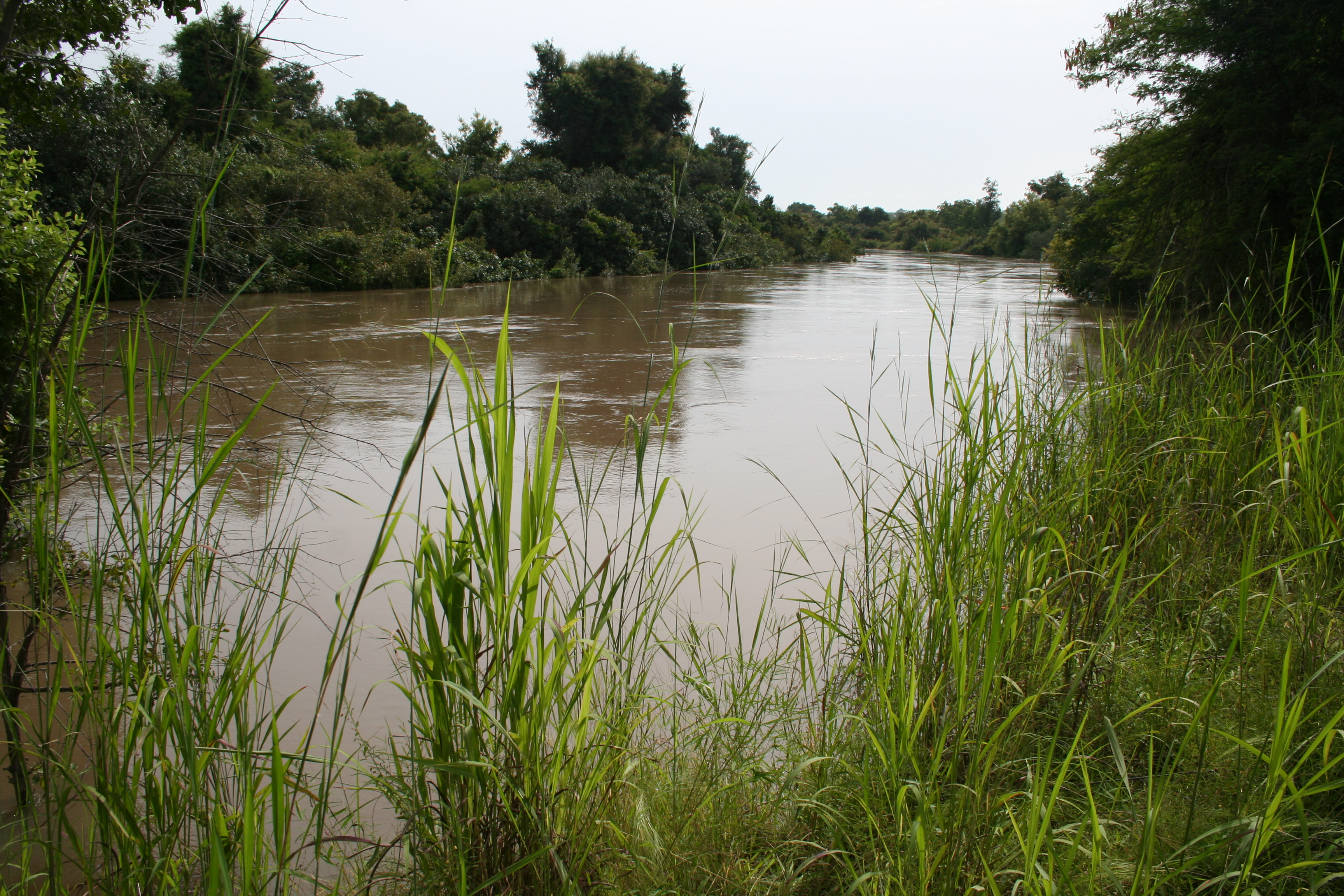
Die Mékrou nahe dem Dreiländereck im Nationalpark W

- Kirchmair, Ivana. 2009. Flora und Vegetation auf Termitenhügeln in Nord-Benin. Diplomarbeit, Goethe-Universität, Frankfurt am Main.
- Wally und Horst Hagen: Die afrikanischen Nationalparks als Lebensräume der Elefanten. In: Vitus B. Dröscher (1990): Rettet die Elefanten Afrikas (S. 218–219)

### Englisch
- Grettenberger, J.F. (1984): ‘W’ National Park in Niger. A case for urgent assistance. Oryx 18 (4): 230–236.
- Koster, S. (1977): The ecology of Parc National du «W» du Niger. M.Sc. Thesis, Michigan State University.
- Koster, S. & Grettenberger, J. (1983): A preliminary survey of birds in Park W Niger. Malimbus 5: 62–72
- Magha, M.I., Kambou, J.B. & Koudenoukpo, J. (2001): Beyond Boundaries: Transboundary Natural Resource Management in “W” Park. Biodiversity Support Program (BSP).
- Nacoulma, B.M.I., Schmidt, M., Hahn, K., Thiombiano, A. (2020): A checklist of vascular plants of the W National Park in Burkina Faso, including the adjacent hunting zones of Tapoa-Djerma and Kondio. Biodiversity Data Journal 8: e54205. doi:10.3897/BDJ.8.e54205
- Poche, R. (1973): Niger's threatened park ‘W’. Oryx 12 (2): 216–222.
- Poche, R. (1975): The Bats of the National Park W Niger, Africa. Mammalia, 39 (1): 39–50.
- Poche, R. (1976): A checklist of National Park W, Niger. Africa Mig. Field. 41 (3): 113–115.
- Poche, R. (1976): Notes on the Primates in the Park National W Niger, West Africa. Mammalia 41 (2): 187–198.
- Price, T.L., Aladji-Boni, A.S., Paolini, C., Konaté, K., Wilson, R., Issa, A., Novelli, O., Niandou, I., Busson, F. & Dulieu, D. (2003): The “W” Regional Park of Benin, Burkina Faso and Niger – Building on a Process of Regional Integration to Address both Local Interests and Transboundary Challenges. World Parks Congress 2003, Durban, RSA. In: Pansky, Diane (ed.) (2005): Governance Stream of the Vth World Parks Congress. Ottawa, Canada: Parks Canada and IUCN/WCPA. ISBN 0-662-40433-5 R62-375/2003E-MRC . (PDF)
- UNDP/GEF (2005): Enhancing the effectiveness and catalyzing the sustainability of the W-Arly-Pendjari (WAP) protected area system. UNEP Project document PIMS 1617. (PDF)

### Französisch
- Benoit, M. (1998): Statut et usage du sol en périphérie du parc national du «W» du Niger. Tome 1 : Contribution à l’étude du milieu naturel et des ressources végétales du canton de Tamou et du Parc du «W». ORSTOM, Niamey, Niger, 41 p. (PDF)
- Boy, A. (1963): Antilopes des environs du Parc National de la «W» Niger-Haute-Volta – I. Bois et Forêts des Tropiques. 92: 35–50 (PDF)
- Boy, A. (1964): Antilopes des environs du Parc National de la «W» Niger-Haute-Volta – II. Bois et Forêts des Tropiques. 93: 47–60 (PDF)
- Doussa, S. (2004): Les impacts de la culture cotonnière sur la gestion des ressources naturelles du Parc W. Maitrise, Université de Ouagadougou.
- Grégoire, J.M., Fournier, A., Eva, H. & Sawadogo, L. (2003): Caractérisation de la dynamique des feux et de l’évolution du couvert dans le Parc du W: Burkina Faso, Bénin et Niger. 64 S. (PDF)
- Inoussa, M. M., Mahamane, A., Lykke, A. M., Issaka, A. & Saâdou, M. (2011): Cartographie et description des types de végétation du Parc National du W du Niger. Sécheresse 22:207-211.
- Mahamane, A., Saâdou, M. & Lejoly, J. (2007): Phénologie de quelques espèces ligneuses du parc national du „W“ (Niger): Sécheresse, 18 (4) : 354-8.
- Nacoulma, B.M.I. (2012): Dynamique et stratégies de conservation de la végétation et de la phytodiversité du complexe écologique du Parc National du W du Burkina Faso. Doktorarbeit, Université de Ouagadougou.
- Newby, J. et al. (1981): Plan d'aménagement du Parc National du 'W' du Niger. Foréts et Faune, Niamey.
- Rabeil, T. (2003): Distribution potentielles des grands mammifères dans le Parc du W au Niger. Doktorarbeit Univ. Paris VII. 463 S. (PDF)